# Wermelskirchen
Wermelskirchen är en stad i Rheinisch-Bergischer Kreis i Nordrhein-Westfalen, Tyskland. Staden ligger söder om Remscheid. Motorvägen A1 passerar förbi Wermelskirchen.